# Милошевич, Йован
Йо́ван Мило́шевич (серб. Јован Милошевић; родился 31 июля 2005, Сербия) — сербский футболист, нападающий немецкого клуба «Штутгарт», выступающий на правах аренды за «Партизан».

## Клубная карьера
Йован родился в Чачаке и до 2018 года тренировался в местном клубе «Борац». В возрасте 13 лет попал в академию «Воеводины». 10 июля 2022 года дебютировал за взрослую команду клуба в матче чемпионата Сербии, выйдя на замену на 65 минуте.
25 января 2023 года немецкий клуб «Штутгарт» достиг соглашения по трансферу Милошевича, который состоялся летом 2023 года. Йован подписал контракт с новым клубом до 30 июня 2027 года.
13 февраля 2024 года Милошевич отправился доигрывать сезон в швейцарский клуб «Санкт-Галлен» на правах аренды.

## Карьера в сборной
Выступал за сборную Сербии до 17 лет. На молодёжном чемпионате Европы 2022 дошёл вместе с командой до полуфинала. На турнире Милошевич забивал в каждом матче и стал лучшим бомбардиром чемпионата.

## Достижения
- Лучший бомбардир чемпионата Европы до 17 лет: 2022 (5 голов)